# Aisling D'Hooghe
Pour les articles homonymes, voir D'Hooghe.
Aisling D'Hooghe, née le 25 août 1994 à Uccle (Belgique), est une joueuse de hockey sur gazon et femme politique libérale belge. 

## Biographie
Aisling D'Hooghe joue pour les Waterloo Ducks en tant que gardien de but. Avec l'équipe belge de hockey féminine, elle a participé aux Jeux olympiques d'été de 2012. 
D'Hooghe a remporté le Golden Stick 2011 parmi les espoirs filles. Elle a obtenu son diplôme d'études secondaires par l'intermédiaire du comité des examens et a étudié la physiothérapie. En juin 2017, elle a annoncé qu'elle était atteinte de sclérose en plaques (MS) depuis son plus jeune âge. 
Le 24 août 2017, lors de la demi-finale de la CE remportée contre l'Allemagne, elle a disputé son 150e match avec les Red Panthers. 
Lors des élections communales d'octobre 2018, D'Hooghe était à la troisième place de la liste MR de sa commune de Waterloo. Depuis le 1er janvier 2019, elle est échevine de prévention et de santé. 
Elle est depuis 2024, échevine chargée de la Gestion des Travaux publics et du Dépôt communal, de la Petite enfance et de la Politique des Aînés, toujours pour le MR.